# Sergei Gennadjewitsch Nikolajew
Sergei Gennadjewitsch Nikolajew (russisch Сергей Геннадьевич Николаев; * 8. Juni 1972 in Saratow, Russische SFSR) ist ein ehemaliger russischer Eishockeytorwart, der in seiner aktiven Zeit von 1992 bis 2011 unter anderem für Ak Bars Kasan in der Kontinentalen Hockey-Liga gespielt hat.

## Karriere
Sergei Nikolajew begann seine Karriere als Eishockeyspieler in seiner Heimatstadt im Nachwuchsbereich von Kristall Saratow, für dessen Profimannschaft er in der Saison 1992/93 sein Debüt in der russischen Superliga gab. Anschließend wechselte der Torwart für je ein Jahr zu dessen Ligarivalen Torpedo Jaroslawl und Chimik Woskressensk. Daraufhin pausierte er eine Spielzeit lang mit dem Eishockey, ehe er von 1996 bis 1999 beim HK Lada Toljatti unter Vertrag stand. Mit Toljatti gewann der Russe in der Saison 1996/97 zunächst den Europapokal, ehe er mit seiner Mannschaft im Playoff-Finale um die russische Meisterschaft an seinem Ex-Club Torpedo Jaroslawl scheiterte. 
Nachdem er die Saison 1999/2000 bei Sewerstal Tscherepowez beendet hatte, wechselte Nikolajew für zwei Jahre zu SKA Sankt Petersburg. Anschließend verbrachte er vier Spielzeiten bei Salawat Julajew Ufa. Von 2006 bis 2008 stand der Russe beim HK Sibir Nowosibirsk zwischen den Pfosten, wobei er in der Saison 2007/08 parallel fünf Spiele für dessen Ligarivalen Metallurg Nowokusnezk bestritt. Im Sommer 2008 wurde Nikolajew vom Ak Bars Kasan aus der neu gegründeten Kontinentalen Hockey-Liga verpflichtet, bei dem er als dritter Torwart von 2008 bis 2011 für den verletzungsbedingten Ausfall der beiden Stammtorwärte bereitstand, jedoch nicht ein einziges KHL-Spiel bestritt. Anschließend beendete er seine Karriere. 

## Erfolge und Auszeichnungen
- 1996 GUS-Meister mit dem HK Lada Toljatti
- 1997 Europapokal-Gewinn mit dem HK Lada Toljatti
- 1997 Russischer Vizemeister mit dem HK Lada Toljatti